# Frabosa Sottana
Frabosa Sottana (Frabosa Sotana o Frabosa 'd Sot in piemontese, Frabosa Sotana in occitano) è un comune italiano di 1 616 abitanti della provincia di Cuneo in Piemonte.

## Storia

### Simboli
Lo stemma del comune di Frabosa Sottana è stato concesso con decreto del presidente della Repubblica del 5 settembre 1974.
(D.P.R. 5 settembre 1974)
Il gonfalone è un drappo partito di bianco e di rosso.

## Società

### Evoluzione demografica
Abitanti censiti

### Etnie e minoranze straniere
Secondo i dati Istat al 31 dicembre 2017, i cittadini stranieri residenti a Frabosa Sottana sono 190, così suddivisi per nazionalità, elencando per le presenze più significative:
1. Romania, 62
2. Albania, 34
3. Nigeria, 20

## Geografia antropica

### Frazioni

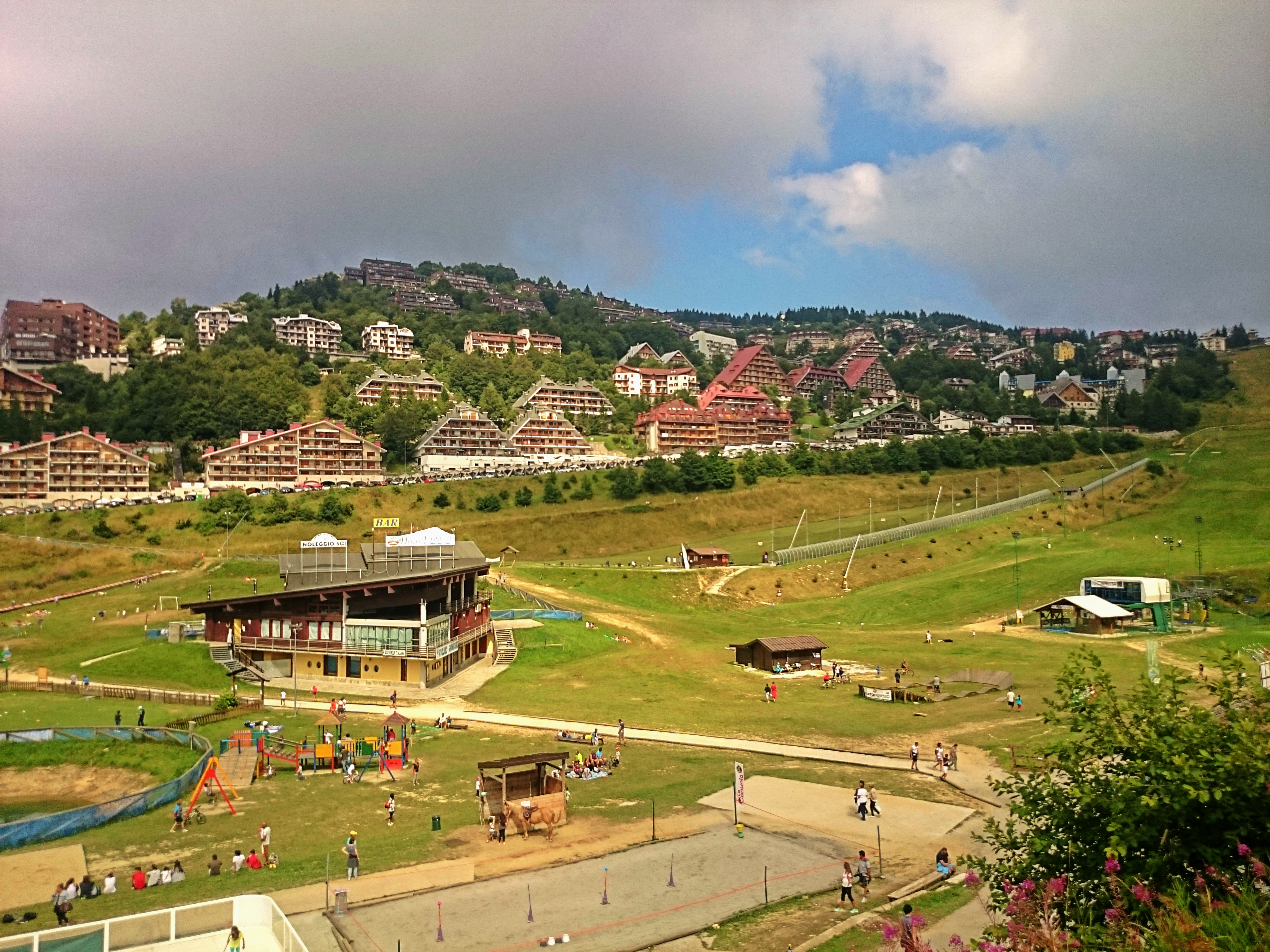
Prato Nevoso

Alma, Artesina, Gosi, Pianvignale, Prato Nevoso, Miroglio, Riosecco

## Infrastrutture e trasporti
Posta lungo la strada provinciale 37 di collegamento con Mondovì, Frabosa Sottana fu collegata fra il 1902 e il 1952 al capoluogo monregalese mediante un ramo della tranvia Fossano-Mondovì-Villanova, elettrificata nel 1943, che aveva una fermata in comune con Bossea posta lungo la strada provinciale 5.

## Amministrazione

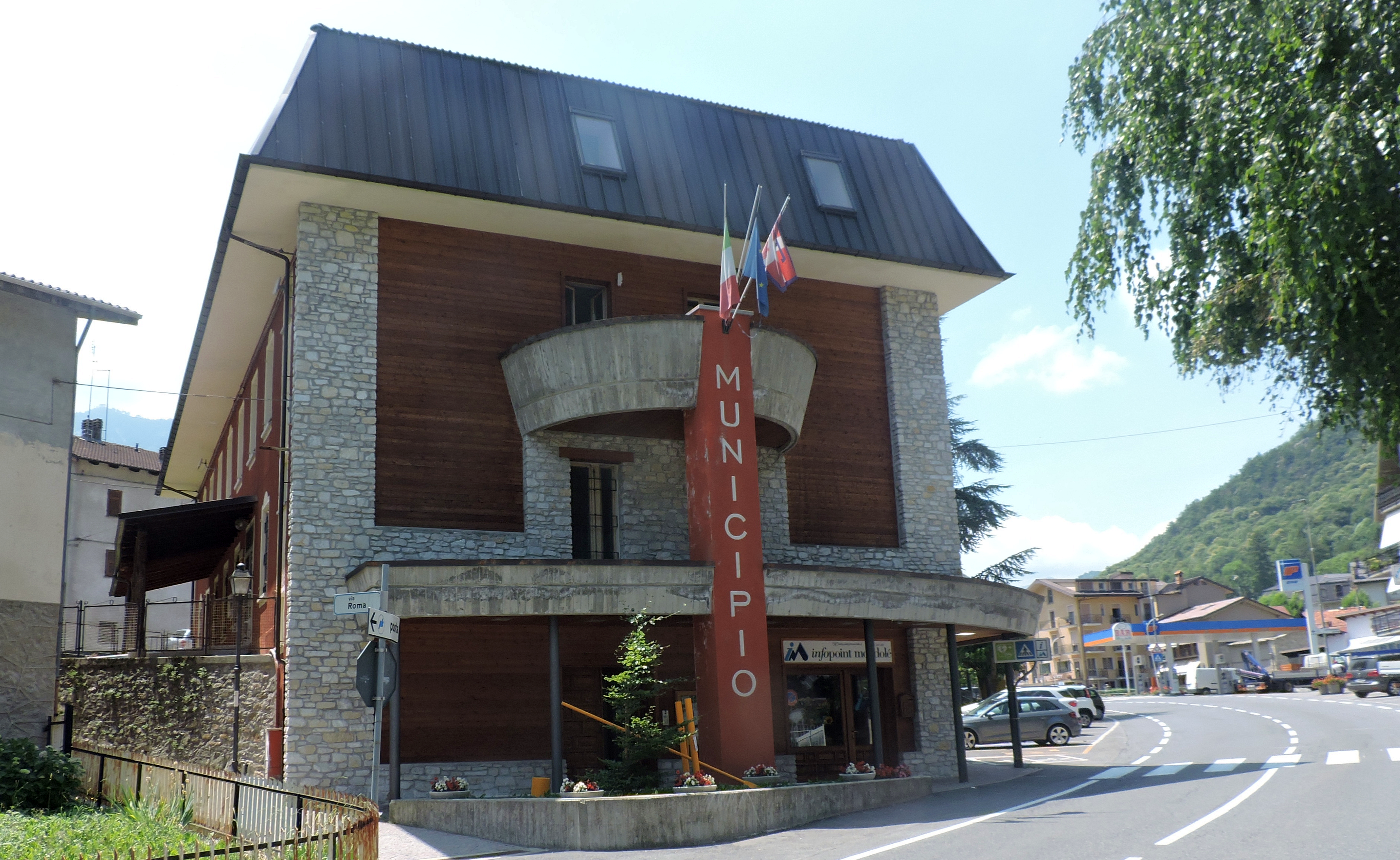
Il municipio

Di seguito è presentata una tabella relativa alle amministrazioni che si sono succedute in questo comune.
| Periodo        | Periodo        | Primo cittadino   | Partito                                   | Carica  | Note   |
| -------------- | -------------- | ----------------- | ----------------------------------------- | ------- | ------ |
| 31 maggio 1985 | 29 maggio 1990 | Albertina Soldano | Democrazia Cristiana                      | Sindaco | [ 11 ] |
| 29 maggio 1990 | 24 aprile 1995 | Albertina Soldano | Democrazia Cristiana                      | Sindaco | [ 11 ] |
| 24 aprile 1995 | 14 giugno 1999 | Albertina Soldano | -                                         | Sindaco | [ 11 ] |
| 14 giugno 1999 | 14 giugno 2004 | Pietro Blengini   | -                                         | Sindaco | [ 11 ] |
| 14 giugno 2004 | 7 giugno 2009  | Pietro Blengini   | lista civica                              | Sindaco | [ 11 ] |
| 8 giugno 2009  | 26 maggio 2014 | Giovanni Comino   | lista civica                              | Sindaco | [ 11 ] |
| 26 maggio 2014 | in carica      | Adriano Bertolino | lista civica: tra voi per Frabosa Sottana | Sindaco | [ 11 ] |

### Altre informazioni amministrative
Il comune faceva parte della comunità montana Alto Tanaro Cebano Monregalese e ha deliberato l'appartenenza alla minoranza storica occitana.

## Sport

### Ciclismo
Giro d'Italia
La frazione Prato Nevoso è stata più volte arrivo di tappa del Giro d'Italia:
- 1996 (31 maggio): 13ª tappa, vinta dal russo Pavel Tonkov.
- 2000 (1º giugno): 18ª tappa, vinta da Stefano Garzelli.
- 2018: 18ª tappa, vinta dal tedesco Maximilian Schachmann.

Tour de France
Anche il Tour de France ha avuto il comune di Frabosa Sottana quale sede di tappa: nella 15ª tappa dell'edizione del 2005, la corsa arrivò in località Prato Nevoso dal comune francese di Embrun, con vittoria dell'australiano Simon Gerrans.